# Episodi de La parola alla difesa (prima stagione)
La prima stagione della serie televisiva La parola alla difesa è stata trasmessa in anteprima negli Stati Uniti d'America dalla CBS tra il 16 settembre 1961 e il 26 maggio 1962.
| nº | Titolo originale                 | Titolo italiano | Prima TV USA      | Prima TV Italia |
| -- | -------------------------------- | --------------- | ----------------- | --------------- |
| 1  | The Quality of Mercy             |                 | 16 settembre 1961 |                 |
| 2  | Killer Instinct                  |                 | 23 settembre 1961 |                 |
| 3  | Death Across the Counter         |                 | 30 settembre 1961 |                 |
| 4  | The Riot                         |                 | 7 ottobre 1961    |                 |
| 5  | The Young Lovers                 |                 | 14 ottobre 1961   |                 |
| 6  | The Boy Between                  |                 | 21 ottobre 1961   |                 |
| 7  | The Hundred Lives of Harry Simms |                 | 28 ottobre 1961   |                 |
| 8  | The Accident                     |                 | 4 novembre 1961   |                 |
| 9  | The Trial of Jenny Scott         |                 | 11 novembre 1961  |                 |
| 10 | The Man with the Concrete Thumb  |                 | 18 novembre 1961  |                 |
| 11 | The Treadmill                    |                 | 25 novembre 1961  |                 |
| 12 | Perjury                          |                 | 2 dicembre 1961   |                 |
| 13 | The Attack                       |                 | 9 dicembre 1961   |                 |
| 14 | The Prowler                      |                 | 16 dicembre 1961  |                 |
| 15 | Gideon's Follies                 |                 | 23 dicembre 1961  |                 |
| 16 | The Best Defense                 |                 | 30 dicembre 1961  |                 |
| 17 | The Bedside Murder               |                 | 6 gennaio 1962    |                 |
| 18 | The Search                       |                 | 20 gennaio 1962   |                 |
| 19 | Storm at Birch Glen              |                 | 27 gennaio 1962   |                 |
| 20 | The Point Shaver                 |                 | 3 febbraio 1962   |                 |
| 21 | The Locked Room                  |                 | 10 febbraio 1962  |                 |
| 22 | The Empty Chute                  |                 | 17 febbraio 1962  |                 |
| 23 | The Crusader                     |                 | 24 febbraio 1962  |                 |
| 24 | The Hickory Indian               |                 | 3 marzo 1962      |                 |
| 25 | The Iron Man                     |                 | 10 marzo 1962     |                 |
| 26 | The Tarnished Cross              |                 | 17 marzo 1962     |                 |
| 27 | The Last Six Months              |                 | 31 marzo 1962     |                 |
| 28 | The Naked Heiress                |                 | 7 aprile 1962     |                 |
| 29 | Reunion with Death               |                 | 21 aprile 1962    |                 |
| 30 | The Benefactor                   |                 | 28 aprile 1962    |                 |
| 31 | Along Came a Spider              |                 | 5 maggio 1962     |                 |
| 32 | The Broken Barrelhead            |                 | 26 maggio 1962    |                 |